# Cezijev klorid
Cezijev klorid je anorganska spojina s kemijsko formulo CsCl. Gre za brezbarvno trdnino, ki je pomemben vir cezijevih ionov pri različnih področjih uporabi. V kristalni strukturi je vsak cezijev ion obdan z osmimi kloridnimi ioni. Kristali cezijevega klorida so toplotno obstojni, zlahka pa se topijo v vodi in koncentrirani klorovodikovi kislini. Zaradi vodotopnosti se kristali v vlažnem okolju sčasoma razkrajajo. V naravi se nahaja v mineralnih vodah in kot nečistota v karnalitu (do 0,002 %), silvitu in kainitu. V svetovnem merilu ga letno pridobijo manj kot 20 ton, predvsem iz s cezijem bogatega minerala polucita.
Po lastnostih je podoben natrijevemu kloridu (NaCl): je topen v vodi, vodna raztopina prevaja električni tok, talina ima visoko vrelišče (646 °C).

## Uporaba
Cezijev klorid se na široko uporablja pri izopikničnem centrifugiranju za ločbo različnih vrst DNK. V analizni kemiji se uporablja kot reagent za istovetenje ionov s pomočjo barvnih reakcij in morfologije nastalih oborin. Cezijev klorid, obogaten z radioizotopi, kot sta 137CsCl in 131CsCl, se uporablja v nuklearni medicini pri zdravljenju raka in diagnosticiranju srčne kapi. Poleg tega so preučevali tudi uporabo neradioaktivnega CsCl pri zdravljenju raka.

### Medicina
Zdravilne učinke cezijevega klorida sta Ivan Pavlov in S. S. Botkin preučevala že leta 1888 ter ugotovila, da tako cezijev kot rubidijev klorid povzročita dolgotrajno skrčenje žil (vazokonstrikcijo) in posledično dvig krvnega tlaka. Zaradi teh lastnosti so ju zato v zgodovini uporabljali pri zdravljenju določenih srčno-žilnih bolezni. Kasnejše raziskave so pokazale, da cezijev klorid ublaži srčne aritmije ter da je med prebivastvom, ki živi na področjih z višjo vsebnostjo cezijevega klorida v vodi in hrani, pričakovana življenjska doba daljša. Delni rezultati raziskav kažejo tudi na učinek pri blaženju depresije. Nevrološki učinek cezijevega klorida je povezan z zaščito živčnih celic pred apoptozo ter z aktivacijo encima kaspaza 3, do katere pride pri upadu koncentracije kalijevih ionov.
Določene raziskave so pokazale potencialno možnost uporabe neradioaktivnega cezijevega klorida pri kompleksnem zdravljenju nekaterih vrst raka. Vendar pa ga povezujejo s smrtjo več kot 50 bolnikov z rakom, ki so prejemali znanstveno nepotrjene oblike zdravljenja. Ameriško združenje proti raku navaja, da »znanstveni dokazi, ki so trenutno na voljo, ne podpirajo trditev, da bi dodatki z nereaktivnim cezijevim kloridom lahko izkazovali kakršenkoli protitumorski učinek«.